# 前田龍太郎
前田 龍太郎（まえだ りゅうたろう、中国語: 前田龙太郎、1952年4月20日 - ）は、日本の工学者。MEMSの研究家である。国立研究開発法人産業技術総合研究所、その他部局等、研究部門長、西安交通大学特聘教授、元日本学術会議連携会員。中華人民共和国国務院千人計画に参加。

## 来歴・人物
千葉県出身。1971年千葉県立国府台高等学校卒業後、東京大学工学部金属材料学科に進み、1981年東京大学大学院工学系研究科修士課程修了。2001年には千葉工業大学で博士号を取得。その後、工業技術院機械技術研究所入所し、産総研先進製造プロセス研究部門上席研究員、集積マイクロシステム研究センター センター長等を経て、2018年より西安交通大学机械工程学院特聘教授に就任。国家プロジェクト「グリーンセンサネットワーク」PLを歴任。

## 著書
- 『MEMSのはなし SCIENCE AND TECHNOLOGY』日刊工業新聞社、2005年

## 受賞歴
- 第一回ものづくり日本大賞優秀賞（2005年）[10]